# Tứ linh đao
Tứ Linh Đao là bài đơn đao, được Võ sư Kim Kê giới thiệu tại Hội nghị chuyên môn toàn quốc lần 1 do Liên đoàn Võ thuật Cổ truyền Việt Nam, tổ chức từ ngày 25-4-1993 đến ngày 2-5-1993 tại Thành phố Hồ Chí Minh, quy tụ 50 võ sư đại diện 23 tỉnh thành trong cả nước. Trong hội nghị được hội đồng võ sư gồm 24 vị đã xét duyệt trên 20 bài quyền và binh khí được các Hội võ cổ truyền tỉnh, thành giới thiệu. Và chọn ra được 4 bài huấn luyện thống nhất phổ biến trên toàn quốc, trong đó có bài Tứ Linh Đao.
Từ đó bài Tứ Linh Đao là một trong những bài quốc võ nhằm đưa bài vào bảo tồn, phát huy và giới thiệu với bạn bè năm châu đến nay.

## Lai lịch
Xuất xứ ban đầu của bài là từ môn phái Võ Lâm Tân Khánh Bà Trà, do Võ sư Hồ Tường sáng tạo năm 1979, trên cơ sở bài gươm Lý Thường tương truyền của võ tướng Lý Thường Kiệt và bài Tứ môn đao thuộc môn phái Thiếu Lâm Bạch Hạc, được Võ sư Hồ Văn Lành (Từ Thiện) giới thiệu lần đầu tiên vào chương trình huấn luyện thống nhất của lớp Võ Dân Tộc tại Trung tâm Thể dục Thể thao Quận 1, Thành phố Hồ Chí Minh vào tháng 4 năm 1979. Đứng đầu lớp Võ Dân Tộc này là các vị Võ sư: Hồ Văn Lành -Từ Thiện (Võ Lâm Tân Khánh Bà Trà), Đặng Văn Anh - Kim Kê (Kim Kê Môn), Quách Văn Phước - Quách Phước (Lam Sơn Võ Đạo) và Nguyễn Hữu Tiết (Hắc Âu).
Sau khi bài Tứ Linh Đao đã được bốn võ sư chọn vào chương trình huấn luyện, mặt khác do quá thích thú và muốn nắm vững bài Tứ Linh Đao để tiện chỉ dạy cho lớp Võ Dân Tộc, Võ sư Kim Kê (trong ban huấn luyện lớp Võ Dân Tộc) đã nhờ Võ sư Hồ Tường đến một căn nhà ở Số 2 đường Tổng Đốc Phương (nay là đường Châu Văn Liêm), quận 5, Thành phố Hồ Chí Minh (lúc đó là tài sản vắng chủ của cơ sở sản xuất tương chao Hoa Sen), để tận tay tập riêng cho võ sư Kim Kê cả tháng trời bài Tứ Linh Đao này. Dịp này, Võ sư Kim Kê đã đền ơn Võ sư Hồ Tường bằng cách dạy lại cho Võ sư Hồ Tường bài Mai Hoa Quyền (mà ông nói là bài trấn môn của phái Tây Sơn Nhạn - Bùi Văn Hóa) và bài Kim Kê Đao.
Theo một số thông tin từ phía các nhà chuyên môn trong đó có cả ý kiến của võ sư sáng tạo bài là Võ sư Hồ Tường, bài vẫn ít nhiều còn gây tranh cãi khi đưa vào thống nhất giảng dạy như một trong những bài quốc võ. Do niên hạn của bài còn quá mới, (trẻ tuổi nhất trong những bài quy định) nên võ sư sáng tạo bài khiêm tốn nói là không phù hợp đứng chung với những bài quốc võ khác.

## Lời thiệu

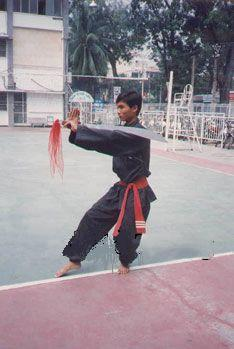
Hướng Đông chấp thủ nghiêm chào.

Lời thiệu của bài Tứ Linh Đao viết bằng thể thơ Tứ ngôn, bao gồm 20 câu:
Bình thân bái tổ
Thối bộ đề đao
Lưỡng long tranh châu
Điếu ngư trì hạ
Diệp liên qui ngọa
Sát thảo tầm xà
Phượng lạc bình sa
Tấn kỳ lân bộ
Nhị long kỳ ngộ
Như thử nhị môn
Kỳ lân quá sơn
Bình sa phượng lạc
Quá quan trảm phạt
Ngọc nữ hiến đào
Phượng vũ sơn cao
Tứ môn như thử
Thất đao trảm thủ
Ngư việt vũ môn
Giáng hổ thăng long

Như tiền bái tổ.
Bài Phú (Võ sư Hồ Tường biên soạn năm 1979) theo thể thơ Lục bát có 18 câu:
Hướng Đông chấp thủ nghiêm chào
Chụm về tay phải cầm đao loan liền
Lui chân, tay kéo lên trên
Chém qua trái, phải, vớt liền một phen
Nghiêng về rùa núp lá sen
Chém ngang phát cỏ, bay lên Phượng Hoàng
Đỡ đâm hình dạng kỳ lân
Chéo chân chém dưới, bước lên chẻ đầu
Hướng tây nào khác gì đâu
Hướng Nam xoay vớt bay lên Phượng Hoàng
Đỡ trên chém dưới hai lần
Đao dâng ngang mặt tay sau nhảy chồm
Chém liền hai ngọn dưới trên
Hướng Bắc như thử xoay tròn tứ môn
Tung mình cá vượt vũ môn
Tọa địa hổ giáng phi long theo liền
Trở về bái tổ tiếp liên

Chụm chân tại chỗ tứ linh hết bài.
Bài Phú (Võ sư Hồ Tường biên soạn năm 1990), không dùng chữ Nho và điển tích xưa cho dễ hiểu hơn:
Hướng Đông chân tiến ra chào
Dụm về, tay phải cầm đao loan liền
Chân lui, đao kéo lên trên
Chém qua trái, phải, vớt liền một phen
Nghiêng về rùa núp lá sen
Quơ đao phát cỏ, bay lên phượng hoàng
Tiến đâm hình dạng kỳ lân
Tréo về gạt xuống, bước chân chẻ đầu
Hướng tây có khác gì đâu
Hướng Nam xoay vớt chém đao Phượng Hoàng
Giở chân chém xéo hai lần
Dâng cao ngang mặt, hai chân nhảy chồm
Chém đao thuận nghịch tiếp luôn
Xoay qua hướng Bắc thế đòn như trên
Lăn mình đao chém bốn bên
Nhảy về hai bước vớt lên rõ ràng
Lui chân, ngồi xuống nhẹ nhàng
Đỡ đao, chân đá rồng đang cất mình
Chém theo hai lượt tiếp nghinh
Loan nhanh, dụm lẹ, đổi bên tay cầm
Tiến chào đúng lễ Võ Lâm

Lui về chấm dứt như ban đầu bài.

## Đặc điểm
Bài đao Tứ Linh Đao mô phỏng theo động tác của 4 loài linh thú: Long(rồng), Lân, Quy(rùa), Phụng (phượng); toát lộ cả hình và ý trong các chiêu thức của bài.
Bài sử dụng đơn đao đánh trên đồ hình hình chữ thập lặp lại tại các hướng. Các chiêu thức trong bài gồm trảm, phạt, khắc, đâm, chém, đỡ; giúp khả năng tấn công cũng như phòng thủ một cách toàn diện ở cả ba phần thượng – trung – hạ.